# Тригонометрическое число
В математике тригонометрическое число (англ. trigonometric number) — иррациональное число, полученное как синус или косинус рационального числа оборотов или, что то же самое, синус или косинус угла, величина которого в радианах является рациональным кратным числа пи, или синус или косинус рационального числа градусов.
Вещественное число, отличное от 0, 1, −1, является тригонометрическим числом тогда и только тогда, когда оно является вещественной частью корня из единицы.
Доказательства теорем об этих числах дал канадско-американский математик Айвен Нивен, впоследствии его доказательства улучшили и упростили Ли Чжоу и Любомир Марков.
Любое тригонометрическое число может быть выражено через радикалы. Таким образом, каждое тригонометрическое число является алгебраическим числом. Последнее утверждение можно доказать, взяв за основу формулу Муавра для случая {\displaystyle \theta =2\pi k/n} для взаимно простых k и n:
{\displaystyle (\cos \theta +i\sin \theta )^{n}=1.}
Расширение левой части и приравнивание вещественных частей дает уравнение в {\displaystyle \cos \theta } и {\displaystyle \sin ^{2}\theta ;} подставляя {\displaystyle \sin ^{2}\theta =1-\cos ^{2}\theta }, получаем уравнение полинома, имеющее {\displaystyle \cos \theta } своим решением, поэтому последнее по определению является алгебраическим числом. Также {\displaystyle \sin \theta } является алгебраическим числом, поскольку он равен алгебраическому числу {\displaystyle \cos(\theta -\pi /2).} Наконец, {\displaystyle \tan \theta }, где {\displaystyle \theta } является рациональным, кратным {\displaystyle \pi }, является алгебраическим, что можно получить, приравнивая мнимые части двух сторон разложения уравнения Муавра друг к другу и разделив на {\displaystyle \cos ^{n}\theta } для получения полиномиального уравнения в {\displaystyle \tan \theta .}